# Eremiascincus emigrans
Espèce
Synonymes
- Sphenomorphus emigrans Lidth De Jeude, 1895
- Lygosoma everetti Boulenger, 1897
- Sphenomorphus mertensi Darevsky, 1964
- Sphenomorphus emigrans wetariensis Mertens, 1930
- Glaphyromorphus emigrans (Lidth De Jeude, 1895)

Eremiascincus emigrans est une espèce de sauriens de la famille des Scincidae.

## Répartition
Cette espèce est endémique d'Indonésie. Elle se rencontre :
- sur l'île de Wetar dans les Moluques ;
- sur les îles de Sumba et de Komodo dans les Petites îles de la Sonde.

## Liste des sous-espèces
Selon The Reptile Database (20 septembre 2012) :
- Eremiascincus emigrans emigrans (Lidth De Jeude, 1895)
- Eremiascincus emigrans wetariensis (Mertens, 1928)

## Publications originales
- Lidth De Jeude, 1895 : Reptiles from Timor and the neighbouring islands. Notes from the Leyden Museum, vol. 16, p. 119-127 (texte intégral).
- Mertens, 1928 : Herpetologische Mitteilungen. Xx. Eine neue Eidechse von Wetar. Sphenomorphus emigrans wetariensis subsp. n. Senckenbergiana, vol. 10, no 3, p. 228-229.